# 모리모토 가즈히사
모리모토 가즈히사(일본어: 森本一久)는 아즈치모모야마 시대부터 에도 시대 전기까지의 무장이다. 통칭은 모리모토 기타유(森本儀太夫). 자식은 우콘다유 가즈후사 등이 있다. 가토 십육장 중 한사람이다. 임진왜란 당시엔 제2차 진주성 전투에 참전하였다.